# 響のNightスプラッシュ!
響のNightスプラッシュ!（ひびきのナイトスプラッシュ!）は、J:COMかながわセントラル（ケーブルテレビ）にて、2008年11月13日から2009年8月4日に放送していた、お笑いコンビ・響とみづきあかり （旧芸名・美月あかり）らがMCを務める生放送番組である。

## 概要
- 放送時間は、隔週木曜日の22時から（放送日は変更になる場合あり）。
- 番組開始当初は、ケーブルテレビエリア内契約世帯のみの放送であったが、2008年11月27日より、インターネットによるブロードバンド配信を開始し、日本全国もしくは、世界で見ることが可能となった。ただしインターネットによる配信はリアルタイムでしか見ることができない。再放送などは行われていない。
- 出演者のうち、2008年12月10日の放送以降、川元由香からみづきあかり （旧芸名・美月あかり）へ交代。その後、“スプラッシュガール”と称し、隔週で違う女性が登場するようになった。スプラッシュガールを選ぶオーディションは、J:COMかながわセントラル本社で行われていたという。
- 2009年9月4日から番組がリニューアルし、「Nightスプラッシュ!」に改題。しかし、その後も響が出演することで、「響のNightスプラッシュ!」として不定期に放送されることもあった。

### 番組開始までの経緯
- 当初この番組は内容・タイトルともに未定の段階から始まった。その後第2回の放送で、事前に視聴者から募集をしていたタイトル候補の中から、「響のNightスプラッシュ!」が選ばれた。

## 番組内容
- 視聴者からのテーマ投稿メールを元に、響の二人とスプラッシュガールがトークを進めていく。
- 番組の中盤では、がっつきたいかによる、夜の店レポート「がーがーごーごーレポート」がある。
  - 2009年2月12日放送の回では、シンガーソングライター斉藤麻里が登場し、新曲を披露。
  - 2009年4月23日放送の回では、ゲストに響と同じ事務所であるオテンキのメンバーGOが生出演。
  - 2009年7月16日放送の回では、水本しずかが出演予定だったが、病気療養のため周藤藍が代役として出演した。

### 番組テーマ
- ゴールデンウイーク（2009年4月23日） - スプラッシュ・美月
- 小林優介の誕生日特集（2009年5月7日） - スプラッシュ・水本
- 日本プロ野球（2009年5月21日） - スプラッシュ・宮本
- テレビ（2009年6月11日・4時間生放送スペシャル）
- あなたにとってスターは誰?（2009年7月1日） - スプラッシュ・美月
- 高校野球と水本しずかへの応援メッセージ（2009年7月16日） - 周藤藍
- 夏休み（2009年8月4日） - スプラッシュ・宮本

ほか

## 出演者
- 小林優介（響）
- 長友光弘（響）
- 川元由香 - 2008年11月13日・11月27日
- みづきあかり （旧芸名・美月あかり）（スプラッシュ!ガール） - 2008年12月10日)～
- 水本しずか（スプラッシュ!ガール） - 2009年2月12日・3月31日・5月7日
- あまのまい（スプラッシュ!ガール） - 2009年2月26日
- 宮本聖子（スプラッシュ!ガール） - 2009年4月9日・5月21日・8月4日
- GO（オテンキ） - 2009年4月23日

### 番組リポーター
- 市村雄介（がっつきたいか）
- 倉田哲史（がっつきたいか）